# Koninklijk Pruisisch Hofjacht-ereteken
Het Koninklijk Pruisisch Hofjacht-ereteken (Duits: Das Königlich Preußische Hofjagdehrenzeichenen) was een onderscheiding van het Pruisische hof. Wilhelm II, Koning van Pruisen en Duits Keizer heeft het ereteken op 3 november 1909 als herinnering aan de stichting van de Zeer Edele Orde van het Witte Hert van Sint-Hubertus ingesteld. De onderscheiding had een strikt privékarakter en de versierselen werden door de Keizer uit zijn eigen schatkist betaald.
Aan het 50-jarig jubileum van de jachtorde werd herinnerd met het getal "50" onder het hert. Het ereteken werd alleen op het jachtuniform gedragen.
Het medaillon stelde een hert, meer in het bijzonder en mannetjeshert met een gewei met vijf einden, voor binnen een lauwerkrans. De rand van het medaillon is ook met neo-rococokrullen versierd. Het geheel is met een Pruisische koningskroon gedekt. De achtergrond is van groene emaille op een geguillocheerde metalen ondergrond.
Op de vlakke en onversierde achterzijde bevindt zich een ingeslagen keur voor het gehalte van het gebruikte zilver of goud en een gesp waarmee het ereteken op het uniform werd vastgemaakt. De eretekens bevatten geen inscriptie, serienummer of ternaamstelling.